# Verwaltungsgemeinschaft Falkenstein (Vogtland)
Die Verwaltungsgemeinschaft Falkenstein (Vogtland) befindet sich im Vogtlandkreis im Freistaat Sachsen. Ihr gehören neben der Stadt Falkenstein/Vogtl. die Gemeinden Grünbach und Neustadt/Vogtl. an.
Die Verwaltungsgemeinschaft Falkenstein arbeitet punktuell mit dem Mittelzentralen Städteverbund Göltzschtal zusammen. So existiert seit 2022 beispielsweise ein gemeinsamer Flächennutzungsplan der drei Gemeinden der Verwaltungsgemeinschaft sowie der drei weiteren Kommunen des Verbundes (Rodewisch, Auerbach/Vogtl. und Ellefeld).